# Хунди Фатима-хатун
Хунди́ Фатима́-хату́н (тур. Hundi Fatima Hatun; ?, Бурса — 1429) — дочь османского султана Баязида I и жена сеида Эмира Султана, шейха Шемседдина.

## Имя
Имя «Хунди» встречается у женщин из семей сельджукских и мамлюкских султанов в вариантах Хонди, Хунад, Хуванди, Эрхонду, Худавенд, Хонд, Хундат. Оно происходит от персидских слов «хуванден» (читать, звать) и «ханенде» (пение), а также означает благородная по происхождению. Жен мамлюкских султанов называли «хундат». Хунди могло быть именем этой дочери Баязида от рождения, но могло быть и титулом, из уважения к ней как к дочери султана и жены шейха. В «Менахибнаме» эмира Бухари Хунди называют «Султан Хатун».

## Биография
Хунди была одной из пяти дочерей османского султана Баязида I. Имя матери точно неизвестно, но турецкий историк Н. Сакаоглу полагал, что в середине 1390-х годов Хунди было не менее 15 лет, поэтому её матерью должна была быть одна из первых жен султана — Девлетшах-хатун или дочь князя Константина Деяновича.
К 1396 году шейх Шемседдин был известен как один из самых уважаемых жителей Бурсы. Его звали Шемседдин Мухаммед бин Али. Он родился в Бухаре и был сеидом, поэтому его называли «Эмир Бухари». После того, как шейх Шемседдин стал зятем Баязида, его стали звать «Эмир Султан». По словам Н. Сакаоглу, османские историки считали его одним из величайших святых.

### Легенды о браке
Хусамеддин, автор одного из многих «Менакибнаме Эмира Султана» (менакибнаме — жизнеописание), и Гелиболулу Мустафа Али указывали, что брак Хунди и шейха Шемседдина был заключен в 1396 году, когда Баязид был в Румелии и участвовал в валашской кампании. Согласно всем «Менакибнаме», Хунди две ночи подряд видела во сне пророка Мухаммеда, который говорил ей: «Я отдал тебя моему сыну, моему потомку, Мухаммеду Бухари. Выходи за него замуж». Эмир Султан видел аналогичные сны, где пророк велел ему жениться на дочери Баязида. Утром второго дня, Хунди послала к шейху, который сказал: «Этот брак уже состоялся на престоле Бога. Но все же по исламским законам законный брак обязателен». Хунди собрала важных людей Бурсы и в их присутствии шейх и Хунди вступили в брак без согласия Баязида. Султан разгневался и послал отряд из сорока человек под командованием Сулеймана-паши, чтобы убить дочь, шейха и всех, кто им помогал. Когда посланные султаном вошли в дом, Эмир Бухари превратил всех солдат в камень. Некоторые «Менакибнаме» сообщали о двух командах, посланных убить Хунди и шейха. Обе не смогли исполнить приках султана, остановленные чудесами. Кади Бурсы Молла Фенари послал Баязиду письмо, в котором описал чудеса и заявил, что шейх — сеид, потомок Мухаммеда, что в Анатолии нет более важного человека и это честь быть его тестем. После этого султан приехал в Бурсу, где извинился перед шейхом и примирился с ним и дочерью.

### Историки о браке
Поэт и ученый Мехмед Меджди (ум. 1591) и историк Бурсы Измаил Белиг (ум. 1729) утверждали, что Баязид сам выдал свою дочь за шейха Шемседдина, потому что любил и уважал его. По мнению историков Х. Алгюля и Н. Азамата, это «должно быть правдой». Й. Хаммер писал, что шейх получил не только дружбу Баязида, но и любовь одной из его дочерей, на которой женился. Турецкий историк Ч. Улучай утверждал, что Хунди Хатун увидела во сне шейха Шемседдина (1368/69? — 1429/30) и захотела выйти за него замуж. В описании брака он кратко пересказывал легенды.
Согласно М. Сюрейе и Э. Олдерсону, вышла замуж в 1402 году, но Н. Сакаоглу, основываясь на Гелиболулу Мустафе Али, относил их брак к 1390-м годам. По его словам, «если рассматривать эту интересную историю с детективной стороны, не задумываясь о её нравственно-мистической легенде, то она оказывается скандалом, который был прикрыт святостью». По мнению историка, 25-30-летний молодой шейх приехал в Бурсу, где, воспользовавшись отсутствием султана, соблазнил его дочь и похитил её. Его родственник, Молла Фенари, кади Бурсы, поженил их официально. Чтобы избежать гнева Баязида, Молла Фенари напугал его рассказами о чудесах и заставил его помириться с шейхом. «Сплетни в Бурсе были обернуты пеленой снов, завесой святости, духовных сил святых и божественных откровений». Хунди — единственная среди дочерей османских правителей, вышедшая замуж за шейха и вопреки желанию отца. Брак Хунди и Эмира Султана Н. Сакаоглу считал «последним событием в легендах об основании Османской империи, сотканных из эпизодов благочестия», первым их которых были сны Османа I и его брак с дочерью шейха Эдебали.

### После заключения брака
После истории с браком о жизни Хунди данных практически нет, несмотря на то, что о жизни Эмира Султана сохранилось много описаний. Хунди один раз упоминается в вакуфном документе Эмира Султана. Известно, что у них было трое детей: сын по имени Сейид Али и две дочери-близнецы. Все дети умерли раньше матери.
Эмир Султан умер в 1428/29 году. В это время в Бурсе была эпидемия чумы, поэтому историки называют причиной смерти эмира Султана чуму. Хунди и их дети так же могли умереть от чумы. Эмир Султан, Хунди и их дети захоронены в тюрбе комплекса Эмира Султана в Бурсе.